# Jean II d'Alençon (Valois)
Pour les articles homonymes, voir Jean II d'Alençon et Jean II.
 (novembre 2013).
Jean II d'Alençon, né à Argentan le 2 mars 1409, mort à Paris le 8 septembre 1476, duc d'Alençon, comte du Perche, fils de Jean Ier et de Marie de Bretagne, fille du duc Jean IV, était un prince de sang et un chef de guerre français du XVe siècle et compagnon d'armes de Jeanne d'Arc.

## Biographie

### Premières armes
Jean n'a que six ans lorsque son père est tué à la bataille d'Azincourt. À 14 ans, en 1423, il est choisi comme parrain du dauphin, le futur Louis XI. L'année suivante, il est fait prisonnier lors de la bataille de Verneuil et ne retrouve la liberté qu'en 1427, contre une rançon de vingt mille saluts d'or. La conquête anglaise de la Normandie lui ayant fait perdre ses terres, il se retrouve financièrement aux abois, ce qui explique ses multiples retournements par la suite.

### Le «gentil duc» de Jeanne d'Arc
En 1429, il rejoint l'armée de Jeanne d'Arc qu'il rencontre à Chinon. Il devient un des amis proches de la Pucelle qui le surnomme le « gentil duc ». Il l'accompagne dans ses campagnes, et notamment au siège d'Orléans. Par la suite, il est nommé lieutenant-général du roi. Le médiéviste Xavier Hélary précise que Jean d'Alençon est placé à la tête de l'armée royale tant en raison de son rang que de la situation précaire de son duché normand. De fait, le duc est un prince du sang en tant que descendant du frère cadet d'un roi de France ; en outre, fait prisonnier par les Anglais à Verneuil en 1424, dépossédé de ses domaines et ruiné par le paiement d'une énorme rançon, Jean d'Alençon souhaite vivement en découdre avec ses anciens geôliers.
Il combat sur la Loire aux côtés de Jeanne. Le 12 juin 1429, il remporte la victoire de Jargeau et prend la ville, où s'était réfugié le comte de Suffolk. Il contribue aussi au succès de Patay. Il participe en juillet à la marche sur Reims, puis le 17 juillet, arme Charles VII chevalier avant d'assister à son sacre.
Après ses succès, Alençon tente de convaincre le gouvernement de Charles VII de marcher sur Paris, avec l'arrière-pensée que, la capitale prise, on pourrait ensuite libérer ses terres normandes. Il prépare avec Jeanne l'assaut de la capitale mais, le roi hésitant, il le fait ramener à Saint-Denis et ordonne une attaque le 8 septembre, par la porte Saint-Honoré. C'est un échec cuisant : Jeanne est blessée tandis que l'armée royale doit se replier sur la Loire.
Opposé à la trêve de Compiègne signée avec les Bourguignons, Alençon tente à l'hiver 1429-1430 de monter une expédition en Normandie, sans succès, et comme Jeanne doit ronger son frein devant les atermoiements du gouvernement du favori La Trémoille. Ulcéré, il comprend qu'il n'a rien à attendre de La Trémoille et quitte la cour, cédant son poste de lieutenant-général au comte de Vendôme. Les mois suivants, il est occupé par une guerre privée contre le duché de Bretagne.

### La Praguerie
En 1435, le duc d'Alençon est fort marri par le traité d'Arras signé entre Charles VII et le duc Philippe le Bon, car elle lui fait perdre ses chances de récupérer un jour son duché. Il estime de plus insuffisante la pension de 12 000 livres que lui accorde le roi.
Ambitieux et mécontent du gouvernement royal, Alençon est avec le duc de Bourbon l'instigateur de la Praguerie en 1440. Déjà trois ans auparavant il avait participé à une tentative de coup de force contre le roi. Cette fois il parvient à obtenir la complicité de son filleul le dauphin Louis contre son père Charles VII. Avec Bourbon, il réclame le renvoi du gouvernement du favori Charles du Maine, et le placement du roi sous la tutelle du dauphin. Il est bien entendu que ce dernier ne doit lui-même n'être qu'un jouet entre les mains des deux ducs, qui se partageraient le pouvoir.
Il voit saisir sur lui pour trahison, en 1431, avec tous ses autres domaines, la baronnie de Château-Gontier. Il en jouissait quand même sous certaines réserves : le 24 janvier 1436 (n. s.) il y signe un acte. 
Toutefois, il doit rapidement faire face à l'armée royale qui met le siège devant Niort, où s'étaient fixés les princes. Alençon négocie une trêve et tente d'appeler les Anglais à la rescousse mais échoue, ce qui le contraint à fuir en Auvergne. La cause étant perdue, il signe une paix séparée avec le roi et se soumet.

### Le duc félon

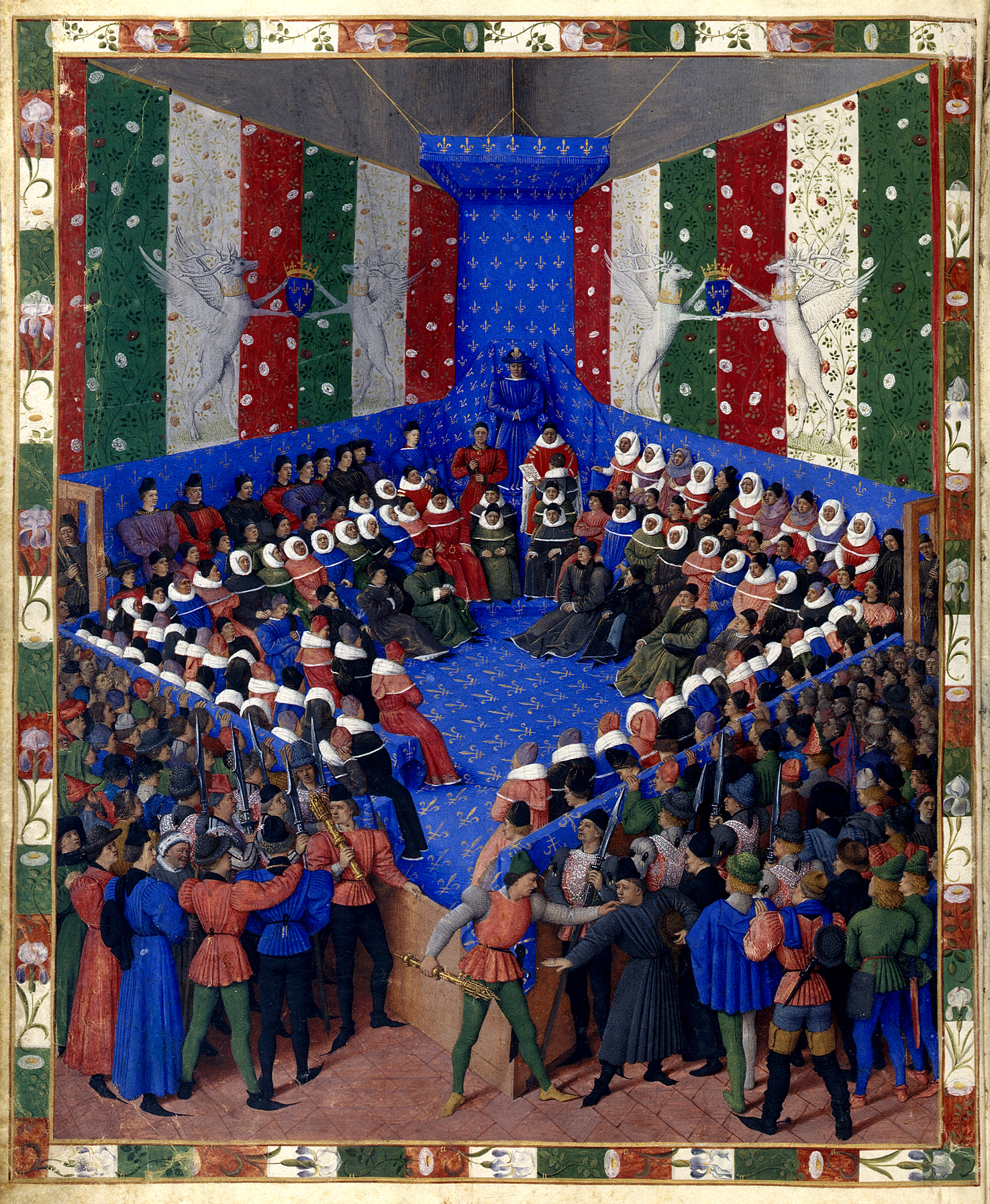
Miniature de Jean Fouquet représentant le lit de justice de Vendôme, « l'un des points d'orgue du procès d'Alençon » (Boccace de Munich).

Pardonné, le duc d'Alençon rentre en grâce mais désormais ne songe plus qu'à ses intérêts propres. Dès 1442, il entame des négociations avec l'Angleterre et ne cesse dès lors de mener double jeu, ce qui ne l'empêche pas de participer aux campagnes de Charles VII, comme en Normandie en 1449. Il occupe alors Sées et Alençon et recouvre ses terres. Mais il ne devient pas fidèle pour autant.
En 1455-1456, il conspire avec le duc d'York en lui proposant de lui livrer des places fortes en Normandie, prélude à une nouvelle invasion du royaume. Mais le complot est découvert à cause de la trahison d'un émissaire nommé Pierre Fortin, et Alençon est arrêté en son hôtel de Paris par Dunois le 27 mai 1456, puis incarcéré à Aigues-Mortes. 
En 1458 Charles VII désireux d’en finir avec cette sombre affaire, invita, par lettre datées du 24 mai de Montrichard, les pairs de France, les membres du parlement et les Grands Officiers de la couronne à se réunir à Montargis du 1er au 8 juin pour y tenir un lit de justice. Devant les refus de quelques-uns, comme le duc de Bourgogne, de rallier cette ville, Charles VII, demeuré alors prudemment à Beaugency, n’insista pas et reporta le procès au mois d'août, mais à Vendôme cette fois.
Le 10 octobre 1458, il est condamné à mort et son duché est confisqué. Toutefois Charles VII le gracie et permet à la duchesse Marie de conserver le comté du Perche. 
Gardé sous les barreaux à Loches, Louis XI le libère au moment de son avènement, en 1461, mais le duc doit céder quelques villes au domaine royal.
Libéré, le duc ne s'assagit pas pour autant : il fait assassiner Fortin, qui l'a perdu en 1456, et n'hésite pas à fabriquer de la fausse monnaie. En 1465, il se rallie aux princes rebelles lors de la ligue du Bien Public et livre Alençon au duc de Normandie. Son fils René, resté fidèle à Louis XI, redonne la place à ce dernier, ce qui permet à son père de s'en tirer une nouvelle fois sans dommage.
Charles IV, comte du Maine, lui remet, en 1465, la peine encourue pour défaut d'hommage. Il rentre officiellement dans ses biens en 1466.
En 1468, Jean d'Alençon récidive en se ralliant cette fois-ci à François II de Bretagne, alors en conflit avec la couronne. Il subit une nouvelle confiscation de ses domaines au profit de Jean de Bourbon, comte de Vendôme, en 1469.

### La chute d'un aventurier
En 1473, il conspire de nouveau, cette fois avec le duc de Bourgogne Charles le Téméraire, auquel il propose ni plus ni moins de vendre son duché ainsi que le comté du Perche. Il est de nouveau arrêté en février et emprisonné au château de Rochecorbon près de Tours, puis après quelques tribulations, enfermé au Louvre, afin d'être jugé par le Parlement. Louis XI confisque ses terres et prend en personne possession d'Alençon le 25 juillet 1473 tandis que la duchesse est chassée du Perche.
En 1474, le duc est pour la seconde fois condamné à la peine capitale. Mais Louis XI ne fait pas procéder à l'exécution de son parrain et le laisse en prison au Louvre. Le 18 juillet 1474, le Parlement de Paris arrête ses procès. Le vieux duc est finalement libéré en 1476 et meurt peu après. Il laisse sa fortune à son fils, en 1476.

## Mariages et enfants
Il épousa en premières noces à Blois en 1424 Jeanne (1409 † 1432), fille de Charles, duc d'Orléans, et d'Isabelle de France, mais n'eut pas d'enfants de ce mariage.
Veuf, il se remaria au château de L'Isle-Jourdain le 30 avril 1437 avec Marie d'Armagnac (1420 † 1473), fille de Jean IV, comte d'Armagnac, et d'Isabelle de Navarre, fille de Charles III de Navarre, et eut :
- Catherine (1452 † 1505), mariée à Tours en 1461 à Guy XV de Laval († 1500), comte de Laval ;
- René d'Alençon (1454 † 1492), duc d'Alençon.

Il eut plusieurs enfants bâtards :
- Jean, dit Trouvé, sieur d'Argentelle, vivant en 1478[6] et 1483, émigra au Portugal sous le règne d'Alphonse V de Portugal vers 1470 où il a pris le nom de João de França, marié à "Mademoiselle Pessoa", et eut :
  - João de França, marié avec Mademoiselle Moniz, et eut :
    - André de França Moniz ;
    - Álvaro de França, marié avec Leonor Barata, et eut :
      - Joana de França, mariée avec Martim da Mota, sans poserité ;
      - Isabel Barata, mariée avec Domingos da Mota, avec posterité ;

    - João de França.
- Robert, dit Trouvé, sieur du Clos André, protonotaire apostolique, en 1489. Sous la désignation de Robert Naturel[7]. Il est présenté à l'évêque d'Angers, en 1489, par René d'Alençon, et est administrateur de l'Hôpital et chapelle Saint-Julien de Château-Gontier ;
- Jeanne († ap. 4 décembre 1481), comtesse de Beaumont-le-Roger, mariée en 1470 avec Guy de Maulmont ;
- Madeleine, mariée à Henri de Breuil ;
- Marie, abbesse d'Almenêches.